# 別府市立別府商業高等学校
別府市立別府商業高等学校（べっぷしりつ べっぷしょうぎょうこうとうがっこう）は、かつて大分県別府市野口原にあった公立商業高等学校。大分県唯一の市立高校でもあった。通称は「別商」（べっしょう、ローマ字表記ではBESSHO）。

## 設置学科
- 会計科 - 2クラス80名
- 情報処理科 - 1クラス40名（2012年度（平成24年度）入学生までは2クラス80名）

## 沿革
- 1957年（昭和32年）2月1日 - 別府市議会において設立を可決。
- 1957年（昭和32年）4月15日 - 創立。別府市立山の手中学校の仮校舎で開校式[1]
- 1958年（昭和33年）4月1日 - 現在地に移転
- 1959年（昭和34年）4月9日 - 普通教室（3号館）第一期工事完成
- 1961年（昭和36年）7月30日 - 普通教室増築（3号館）完成
- 1966年（昭和41年）6月25日 - 体育館完成
- 1966年（昭和41年）9月18日 - 第21回国民体育大会会場
- 1968年（昭和43年）1月19日 - 商業特別教室（2号館）完成
- 1969年（昭和44年）4月1日 - 西日本で最初の高校でのコンピュータ導入
- 1969年（昭和44年）11月1日 - 交通安全宣言
- 1969年（昭和44年）11月26日 - 第15回全国統計教育研究大会開催
- 1971年（昭和46年）3月26日 - 本館（管理棟）完成
- 1971年（昭和46年）4月9日 - 小学科制導入（商業・経理・情報処理）
- 1972年（昭和47年）3月2日 - 1号館完成
- 1975年（昭和50年）2月25日 - 柔剣道場完成
- 1975年（昭和50年）8月3日 - 全国高校タイプ競技会英文の部　全国優勝
- 1976年（昭和51年）3月25日 - 情報処理棟（5号館）完成
- 1979年（昭和54年）7月20日 - ウェイトリフティング場完成
- 1981年（昭和56年）4月25日 - 第二グランド（野球場）完成
- 1981年（昭和56年）8月3日 - 全国高校タイプ競技会和文の部　優勝
- 1982年（昭和57年）6月11日 - 韓国群山商業と文化交流締結
- 1984年（昭和59年）7月31日 - フェンシング場完成
- 1984年（昭和59年）8月8日 - 全国高校野球選手権出場
- 1985年（昭和60年）4月1日 - 小学科制変更（商業・情報処理）
- 1986年（昭和61年）1月1日 - 全国高校サッカー選手権出場
- 1987年（昭和62年）3月2日 - 弓道場完成
- 1988年（昭和63年）11月17日 - 九州放送教育研究大会高校の部公開
- 1991年（平成3年）11月7日 - 全国高校体育研究大会公開
- 1994年（平成6年）4月1日 - 小学科制変更（会計・情報処理）
- 1994年（平成6年）8月9日 - 全国高校ワープロ競技会優勝
- 1996年（平成8年）11月14日 - 全国高校生作品発表大会最優秀受賞
- 1997年（平成9年）10月26日 - なみはや国体フェンシング競技団体優勝
- 2001年（平成13年）7月7日 - 自転車競技アジアジュニア選手権個人優勝
- 2002年（平成14年）2月1日 - 校内ネットワーク構築
- 2006年（平成18年）9月1日 - 校内学習支援システムb-net運用開始
- 2006年（平成18年）11月1日 - 創立50周式典開催。
- 2016年（平成28年）4月 - 熊本地震により校舎・体育館が損傷し、別府青山高校の教室を間借り
- 2017年（平成29年）3月5日 - 在校生最後となる第58回卒業式・閉校式をビーコンプラザで開催
- 2017年（平成29年）3月31日 - 閉校。

## 高校再編
大分県では、生徒数減少などを背景に高校再編計画が進められてきたが、市立高校である別府商業高校はその対象には含まれていなかった。しかし、単独校としての存続を危ぶんだ別府市が2008年（平成20年）7月に県立高校への移管を要望した結果、同年8月27日に大分県教育委員会が決定した最終案では、別府商業高校は県立高校に移管の上、県立別府青山高校および県立別府羽室台高校と統合されることとなった。
新設校は、本校と隣接している別府青山高校の校地全てと当校の校地の半分程度に設けられ、2015年（平成27年）4月に開校した。普通科4学級、商業科3学級、グローバルコミュニケーション科1学級の計3学科8学級が設置されている。名称は、「別府翔青」、「別府総合」、「別府希望ケ丘」の3案の中から大分県立別府翔青高等学校が選ばれている。「翔青」の「翔」には「羽室台」の「羽」が含まれていて、読みは「別府商業」の「商」と同じであり、また、「青」は「青山」の1字である。
本校は、在校生が卒業する2017年（平成29年）3月末をもって閉校した。

## 部活動

### 体育部
- 野球部[8]
- サッカー部
- バレーボール部
- バスケットボール部
- テニス部
- 陸上競技部
- フェンシング部 - 世界大会へ出場
- 弓道部
- バドミントン部
- 自転車競技部 - アジアジュニア選手権で2種目個人優勝
- ボウリング部

### 文化部
- 吹奏楽部 - 第28、29回全国高校総合文化祭吹奏楽部門参加
  - バトン部
- 美術部
- 放送部
  - 新聞部会
- インターアクト部
- 書道部

### 商業部
- 珠算・電卓部
- パソコン部
- 商業（調査・ワープロ・簿記）部

## 施設
- 管理棟 - 3階建て。1971年（昭和46年）築。校長室、職員室、事務室、図書室等。2017年（平成29年）解体。
- 1号館 - 4階建て。1972年（昭和47年）築。普通教室、多目的教室、理科室、調理室、被服室、購買部等。2017年（平成29年）解体。
- 2号館 - 3階建て。1968年（昭和43年）築。普通教室、美術室、書道室、ワープロ実習室、総合実践室、部活動部室等。2017年（平成29年）解体。
- 3号館 - 3階建て。1961年（昭和36年）築。2013年（平成25年）夏に解体。跡地に新設校校舎を建設。
- 4号館 - 平屋 音楽室。現存。
- 5号館 - 平屋。1976年（昭和51年）築。情報処理実習室、電算室。熊本地震後は別府翔青高校を間借りした後、仮教室として使用。現存。
- 体育館 - 体育館下に部活動部室がある。2017年（平成29年）解体。
- 第2グランド - 野球場。統合後も使用。
- 第1グランド - 運動場。統合後も使用。
- テニスコート - 4面のうち、北側1面は新設校弓道場を建設。
- フェンシング練習場（2017年（平成29年）解体）
- 弓道場 - 2号館北側にあった。2017年（平成29年）解体。
- 柔剣道場 - テニスコート南側。2017年（平成29年）耐震補強工事。
- プール - 2013年（平成25年）夏に解体、埋め立て。跡地は吹奏楽部の練習場になった後、別府翔青高校の第2体育館を建設
- 卓球場 - 解体済み、隣接していた部室は現在倉庫。

- パソコン室や職員室には空調設備があるが、普通教室には空調が設置されておらず、扇風機が2011年（平成23年）夏に設置された。
- 2号館の廊下には窓がなく、実質屋外である。
- 管理棟・1号館・2号館・体育館・弓道場・フェンシング練習場、卓球部部室など、新設校で使用されない建物は2017年度（平成29年度）中に解体。解体後は別府市が管理する。

## 111計画
- 「111計画（いちいちいちけいかく）」は、検定資格1人1級1種目取得を目標とするもの。統廃合前は特に推し進められた。達成者数は表の通り。

|                        | 達成者数 | 3種目 | 4種目 | 5種目 | 6種目 |
| ---------------------- | -------- | ----- | ----- | ----- | ----- |
| 2010年度（平成22年度） | 56名     | 3名   |       | 2名   |       |
| 2011年度（平成23年度） | 88名     | 12名  | 10名  | 1名   | 3名   |
| 2012年度（平成24年度） | 97名     | 9名   | 5名   | 1名   | 1名   |
| 2013年度（平成25年度） | 114名    | 23名  | 7名   | 3名   | 1名   |

## 地下トンネル
- 2012年（平成24年）、同校敷地内に長さ約150mの地下トンネルが見つかった。同様のトンネルが、別府市鶴見園町でも見つかっている[9]。

## 出身者
- 小畑武尊 - プロボクサー。

## 不祥事
- 2010年（平成22年）7月 - 当時の教諭が9年間に渡り無免許運転を繰り返していたとして、懲戒免職処分を受けた。無免許のまま、高校所有のマイクロバスで生徒を引率していた[10]。